# Château de Peyrudette
Le château de Peyrudette est situé au lieu-dit Peyrudettes, sur la commune de Champagnat en Creuse, région Nouvelle-Aquitaine, France.
Le monument est privé et n'est pas ouvert à la visite.

## Historique
C'est un château édifié à la fin du XVe siècle ; le linteau du porche indique 1480.
Pour les façades et toitures de l'ensemble des bâtiments, la fontaine, la salle à manger et ses boiseries, la cheminée de salon, le château est inscrit au titre des Monuments historiques par arrêté du 2 janvier 1989.